# Winsor McCay
Winsor Zenic McCay, född 26 september 1869 i Spring Lake, Michigan, död 26 juli 1934 i Brooklyn, New York, var en serietecknare och animatör från USA. Som anställd vid New York Herald producerade han den mycket populära serien Lille Nemo i Drömrike. År 1911 gjorde han en animerad film med sina populära figurer. Filmen erhöll ett gott mottagande vid sin premiär. Winsors verk Little Nemo var en doodle på sökmotorn Googles startsida 15 oktober 2012.

## Filmografi
- Little Nemo (1911)
- How A Mosquito Operates (1912)
- Gertie the Dinosaur (1914)
- The sinking of the Lusitania (1918)
- The Centaurs (1918-21)
- Gertie On Tour (1918-21)
- Flip's Circus (1918-21)
- Bug Vaudeville (1921)
- The Pet (1921)
- The Flying House (1921)
- The Midsummer's Nightmare (1922)

Fotnot: Samtliga ovanstående filmer är animerade, men en del innehåller även inslag av vanlig spelfilm.